# Eric Smith (Maler)

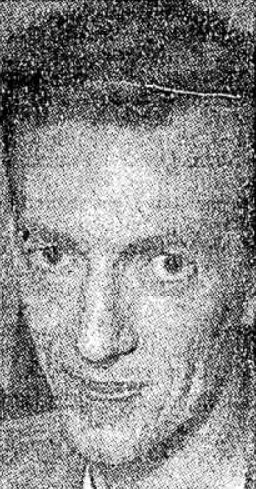
Eric Smith, 1954.

Eric John Smith (* 5. August 1919 in Brunswick, Melbourne, Victoria; † 20. Februar 2017 in Woollahra, Sydney, New South Wales) war ein australischer Maler. Er gewann mehrfach die wichtigsten australischen Kunstpreise, so dreimal den Archibald Prize, zweimal den Wynne Prize, dreimal den Sulman Prize und sechsmal den Blake Prize.

## Leben
Der junge Eric Smith war Schüler seines Onkels Frank, ein Amateurmaler. Er studierte Gebrauchsgrafik und Malerei am Brunswick Technical College, musste sein Studium zum Ausbruch des Zweiten Weltkriegs jedoch unterbrechen, da er zwischen 1939 und 1945 als Lastwagenfahrer in den australischen Streitkräften diente.

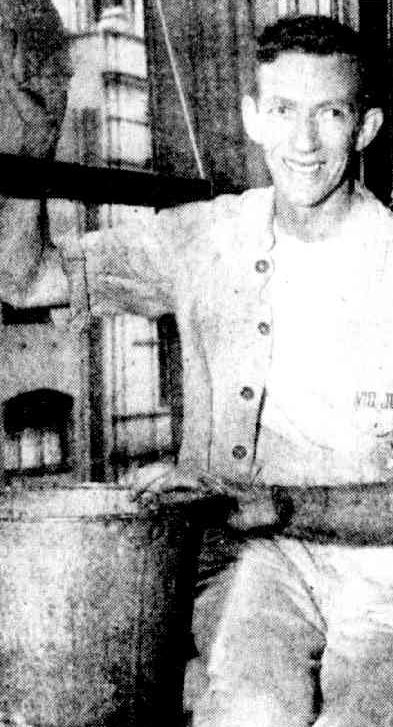
Eric Smith beim Fensterputzen im Kaufhaus David Jones, Sydney 1954.

Im Rahmen des Commonwealth Rehabilitation Training Scheme trat Smith nach dem Krieg in das Royal Melbourne Institute of Technology ein. 1946 heiratete er Dorothea Joy Darcy; aus ihrer Verbindung gingen fünf Kinder hervor. 1952 zog die Familie nach Sydney und lebte in Stadtteil Kingsford bei Joys Mutter. Smith verdiente seinen Lebensunterhalt zu dieser Zeit als Fensterputzer im Kaufhaus David Jones in deren Market Street Store.
Als geringverdienender Aussie battler erregte schnell die Aufmerksamkeit der Kunstszene in Sydney, als er 1953 den Sulman Art Prize und 1955 zwei Auszeichnungen in der Staatsausstellung der Contemporary Art Society mit Werken gewann, die in seinem Schlafzimmer entstanden waren.
Der zum Katholizismus konvertierte Smith war der erste abstrakte Maler religiöser Kunst in Australien. 1956 erhielt er seinen ersten Blake Prize für religiöse Kunst, den er später weitere fünfmal gewann. 1945 belegte er den zweiten Platz bei der Verleihung des  Archibald Prize, für den er ein Selbstporträt auf Leinwand aus Armeebeständen eingereicht hatte. Smiths frühe Preisgewinne und Erlöse aus dem Verkauf seiner Werke führten zum Erwerb eines bescheidenen Hauses in der Small Street von Woollahra, wo die Familie 1958 einzog. 1962 erhielt er das Stipendium Helena Rubinstein Travel Art Scholarship.
1970 erhielt er wieder den Archibald Prize, diesmal mit einem Porträt seines Freundes, Architekt Neville Gruzman. 1981 und 1982 gewann er den Preis erneut, mit Porträts des Kunsthändlers Rudy Komon und des Komponisten Peter Sculthorpe. Das Porträt Komons löste Dissens in der Kunstwelt aus, da Smith’ Bild eine auffallende Ähnlichkeit mit einem 1974 aufgenommenen Foto hatte und die Bedingungen für die Teilnahme am Wettbewerb um den Archibald Prize nur Lebendmodelle als Vorlage zuließen. Im Gespräch mit der Zeitung Sydney Morning Herald erklärte Smith, dass er das Foto gesehen und verwendet habe, dass Komon aber ebenso mehrere Male für ihn Modell gesessen habe. Der Künstler John Bloomfield, der 1975 unter ähnlichen Umständen von dem Preis ausgeschlossen worden war, drohte mit rechtlichen Schritten. Die Kuratoren des Archibald Prize entschieden sich für Smith, darunter die Künstler Judy Cassab und Kevin Connor, der 1975 nach der Disqualifikation Bloomfields den Preis erhalten hatte. Smith wurde 1972 und 1974 mit dem Wynne Prize ausgezeichnet. Sein Beitrag zur bildenden Kunst Australiens wurde 1995 mit dem Australia Council Emeritus Award ausgezeichnet.
Smith zog sich in seinen späteren Jahren von Ausstellungen zurück, war jedoch nach wie vor produktiv. Ein Gönner kaufte viele seiner abstrakten Arbeiten; von den Einnahmen konnte Smith leben und neue Farben kaufen. Als Smith’ Ehefrau gebrechlich wurde, zog die Tochter Barbara zurück in das Haus der Eltern, wo die Familie an einem Dokumentarfilm mit dem Titel Not Finished Yet arbeitete, der Smith’ Leben, seine Kunst und seinen Wunsch nach einer letzten Ausstellung behandelt. Joy Smith verstarb 2010, wonach die Malerei des Künstlers für ein paar Jahre weniger wurde. Mit dem Erlös vom Verkauf des Hauses 2015 zog Smith in eine Pflegeeinrichtung, wo wieder fast täglich malte. Im Februar 2017 erkrankte Smith und starb bald darauf in einem Krankenhaus. Er hinterließ seine Kinder Tony, Pamela, Barbara, Robyn und Peter.

## Werke (Auswahl)
- After the raid, 1942[5]
- Still life with fish, 1956
- Silver light, 1958
- Night Landscape, 1960
- Evening glade, 1961
- Portrait of Leonard Hessing, 1964
- Forest of Flowers, 1969
- Portrait of Rudy Komon, 1973
- Portrait of Neville Gruzman, 1975
- Orange abstract, 1996
- Portrait of James Joyce
- Fish, onions & the knife
- Surreal still life

## Ausstellungen (Auswahl)
- Direction 1, Macquarie Galleries, Sydney, NSW vom 4. Dezember 1956 – 10. Dezember 1956
- Print Council of Australia Exhibition, Central Street Gallery, Sydney, NSW vom 3. Dezember 1969 – 20. Dezember 1969
- Royal Easter Show: Art prize exhibitions 1970, RAS Showgrounds, Moore Park, NSW vom 20. März 1970 – 31. März 1970
- In the picture: creative Australians from the National Library's portrait collection, National Portrait Gallery, Canberra, ACT vom 11. Juli 1995 – 15. Januar 1996

In seinem Werk verwendete Smith oft lebhafte Farben, die er in dicken Schichten auftrug. Sein Malstil veränderte sich im Laufe der Jahre stark, wobei sein Werk  allmählich in die lineare Abstraktion über ging. Er begann in den 1960er Jahren mit der Verwendung kalligraphischer Formen in seinen Kompositionen. Seine lebendigen Landschaften, Porträts, Abstraktionen und Wandmalereien sind Teil der Sammlungen der Art Gallery of New South Wales  (Sydney), der National Gallery of Australia (Canberra), der National Gallery of Victoria (Melbourne) und der Queensland Art Gallery (Brisbane) sowie in zahlreichen privaten und internationalen Sammlungen.